# Macrocalymma smithianum
Macrocalymma smithianum är en stekelart som beskrevs av Perkins 1908. Macrocalymma smithianum ingår i släktet Macrocalymma och familjen Eumenidae. Inga underarter finns listade i Catalogue of Life.